# مارماهی سرقورباغه‌ای
مارماهی سرقورباغه‌ای (نام علمی: Coloconger raniceps) نام یک گونه از راسته مارماهی‌سانان است.